# Un drôle de poulet
Pour plus de détails, voir Fiche technique et Distribution.
Un drôle de poulet (Walky Talky Hawky) est un court métrage d'animation de la série Merrie Melodies réalisé par Robert McKimson qui met en scène Charlie le coq et Hennery le faucon. Le court métrage a été diffusé pour la première fois le 31 août 1946. C'est la première apparition de Charlie le coq et George P. Dog.

## Fiche technique
- Réalisation : Robert McKimson
- Scénario : Warren Foster
- Production : Warner Bros. Cartoons
- Musique originale : Carl Stalling
- Montage : Treg Brown
- Format : 35 mm, ratio 1.37 :1, couleur Technicolor, mono
- Durée : 7 minutes
- Pays :  États-Unis
- Langue : anglais
- Genre : animation
- Distribution : 
  - 1946 : Warner Bros. Pictures cinéma
  - 2005 : Warner Home Video DVD
- Date de sortie : 
  - États-Unis : 31 août 1946

## Distribution
- Charlie le coq, George P. Dog et Hennery le faucon
- VO par Mel Blanc (voix)